# Міхалок Сергій Володимирович
Сергі́й Володи́мирович Міхало́к (біл. Сярге́й Уладзі́міравіч Міхало́к, нар. 19 січня 1972, Дрезден, НДР) — білоруський і український музикант і поет. Засновник, композитор, вокаліст і головний ідеолог білоруського гурту «Ляпис Трубецкой». З вересня 2014 року — соліст новостворенного гурту «Brutto». 2013 року часопис «Наша Ніва» включив музиканта до списку 100 найвпливовіших людей Білорусі. Заслужений артист України (2020).

## Біографія
Народився 19 січня 1972 року в Дрездені, Німеччина. Пізніше жив у Сибіру і на Алтаї, після чого наприкінці 1980-х років родина повернулася до Мінська. Батько Сергія був військовослужбовцем, тому велику частину свого дитинства Міхалок провів у Німеччині. Брав участь у різних конкурсах самодіяльності.
Закінчив Білоруський інститут культури. У лютому 1990 року став ініціатором створення гурту «Ляпис Трубецкой», лідером і практично єдиним автором пісень якого був до припинення існування гурту в 2014 році. У середині 1990-х працював у театрі «Бамбук» режисером, сценаристом і актором. Пізніше, паралельно з роботою в гурті, був артдиректором мінського регі-клубу «Аддис-Абеба».
У 2000 році разом з Олексієм «Хацоном» Хацкевичем заснував комічний дует «Саша і Сірожа», в рамках якого виступав у розмовному жанрі на телебаченні та радіо. У 2005 році випустив у його рамках музичний альбом «Ска-ты!».
У 2001 році став одним із засновників творчого об'єднання «Дети Солнца». У 2003—2004 роках активно співпрацював у рамках записів та концертів з гуртом «Крамбамбуля».
У 2007 році під час концертів став активно виступати з поезією, написаної під псевдонімом Юзик Кілевич.
З вересня 2014 року, після припинення існування гурту «Ляпис Трубецкой», Міхалок стає вокалістом новостворенного гурту «Brutto».
24 січня 2015 року Міхалок і його продюсер Антон Азізбекян попросили право на постійне проживання в Україні через вороже сприймання владою Білорусі та Росії його творчості. 25 травня вони отримали посвідку на проживання, у цьому рішенні влади враховується позиція групи з підтримки подій на Євромайдані і їх внесок у розвиток української музики.
30 серпня 2018 року Сергій Міхалок представив свій новий сольний проєкт «Drezden», у рамках якого випустив альбом «Drezden», а також кліп на однойменну пісню.
20 жовтня 2021 року під час концерту «Ляпіс-98» у Полтаві між одним із глядачів та Михалком виник конфлікт на сцені. Вокалістові гурту не сподобався коментар щодо свого виступу місцевого мешканця з гітарою. Музикант попросив охорону пропустити чоловіка на сцену, там — спочатку запропонував зіграти, потім вимагав показати квиток, погрожував, шарпав за одяг, а потім і завдав удар у голову глядачеві.

## Нагороди
- Заслужений артист України (21 серпня 2020) — за значний особистий внесок у державне будівництво, соціально-економічний, науково-технічний, культурно-освітній розвиток України, вагомі трудові здобутки та високий професіоналізм.[3]

## Галерея
Ляпис Трубецкой в Чернігові 25.07.2014

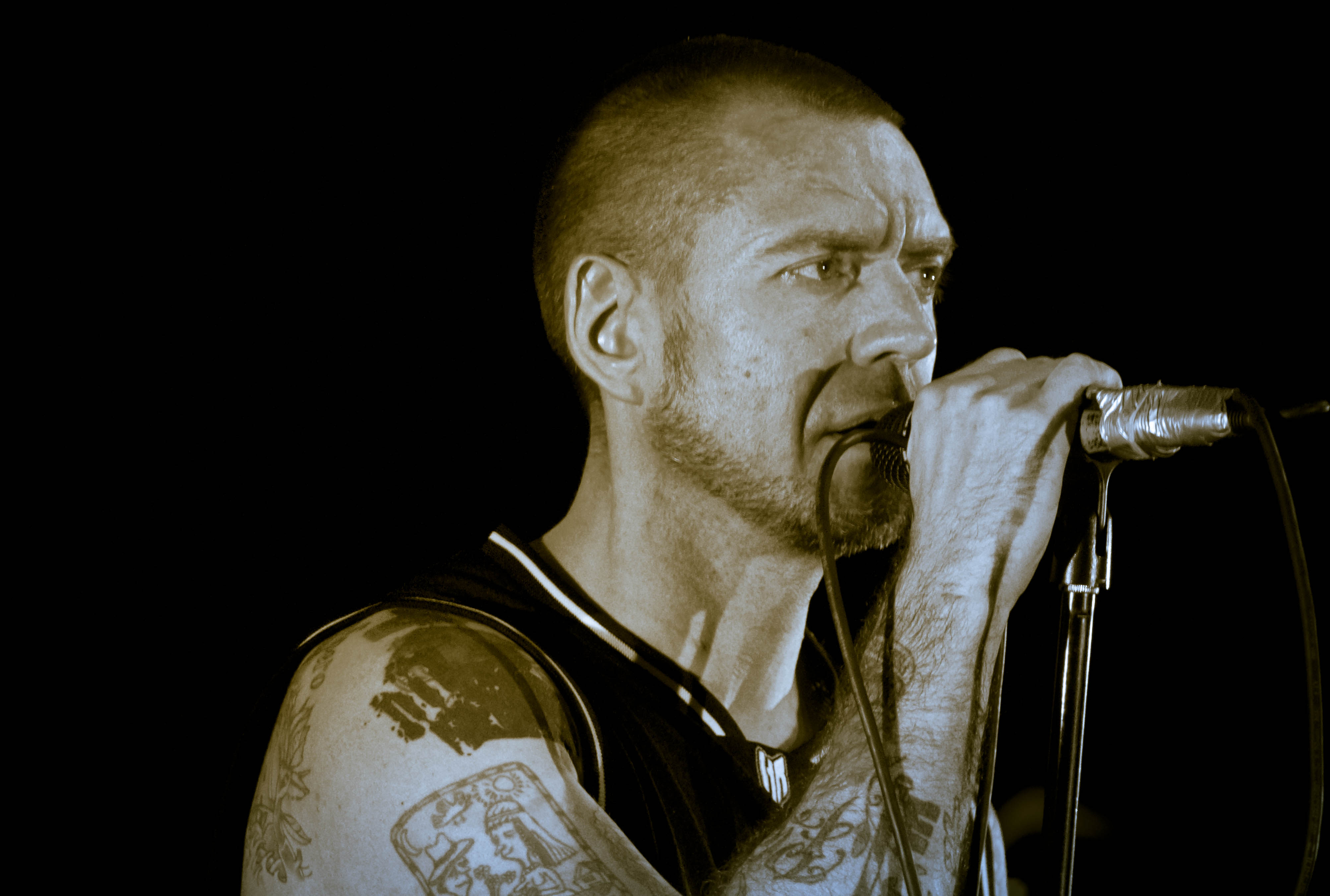
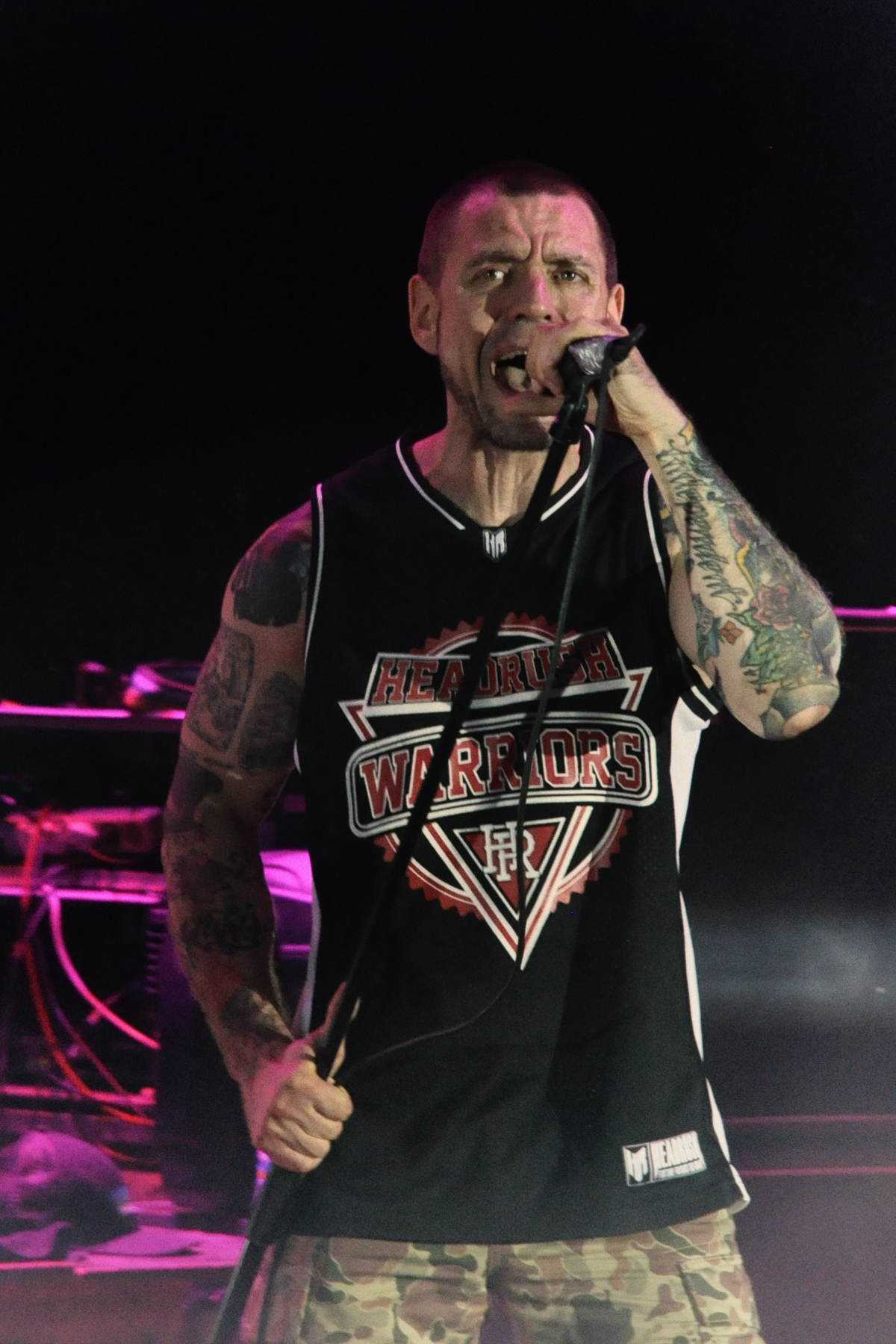
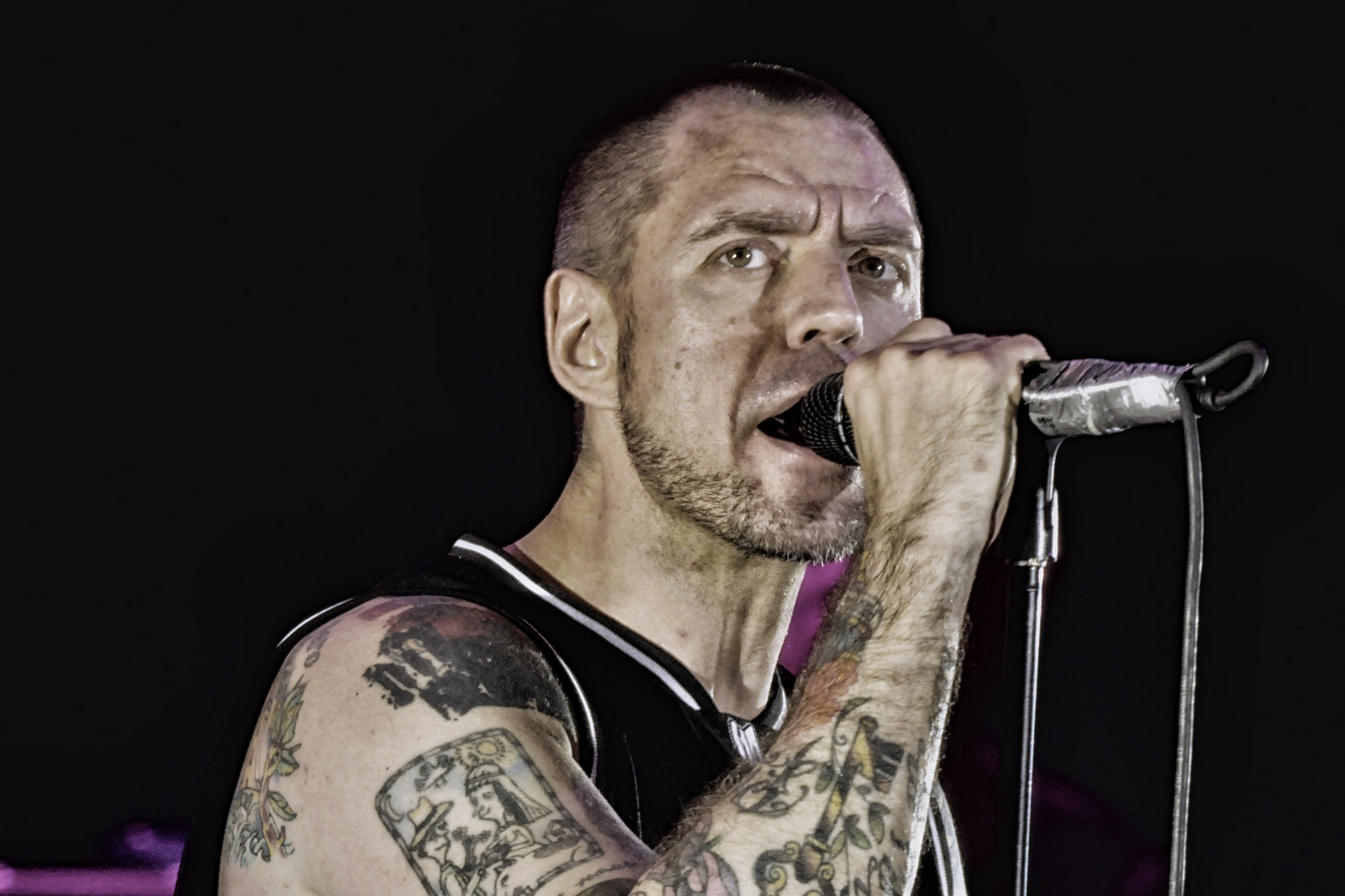
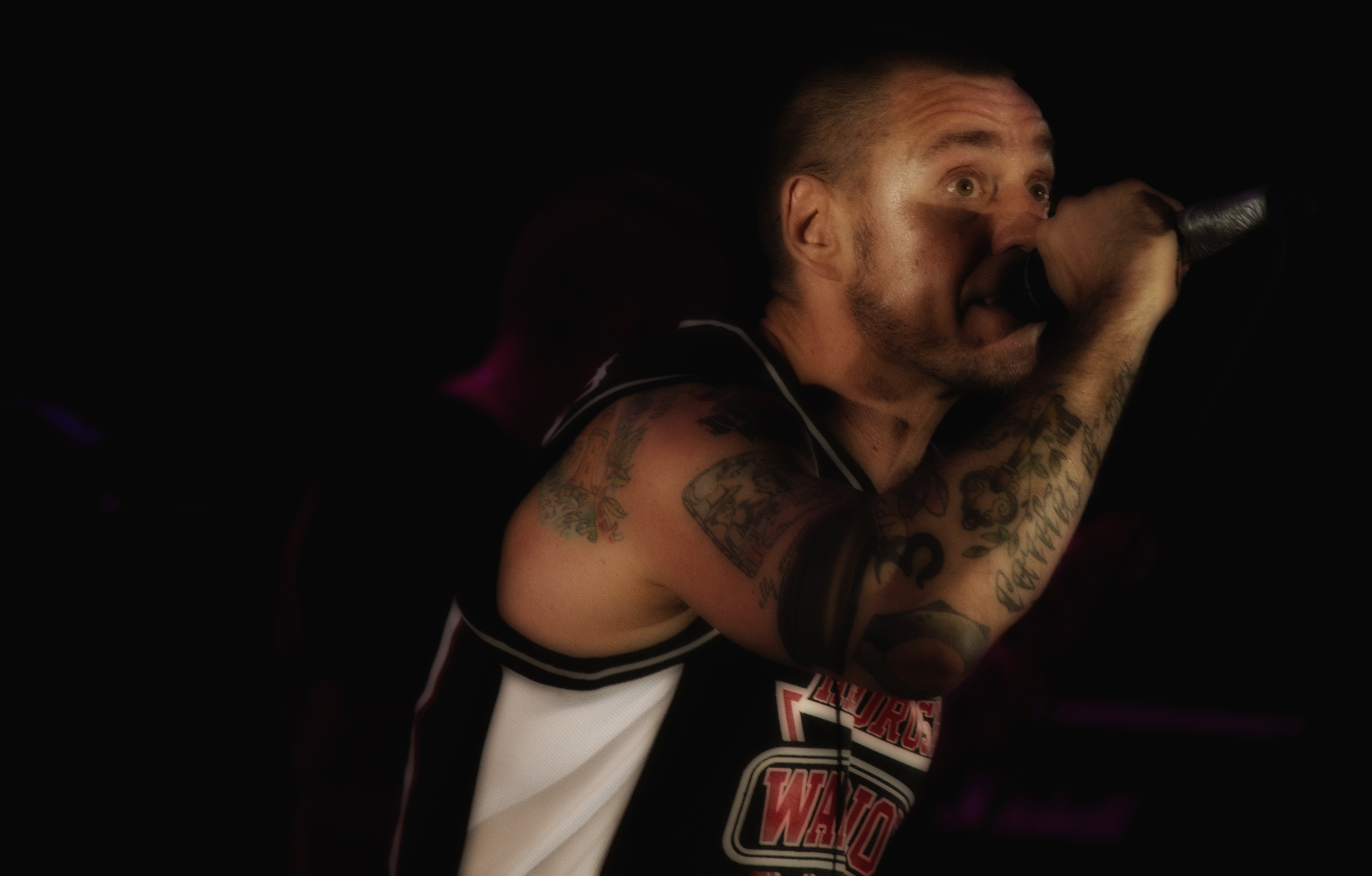